# Tian Bingyi
Tian Bingyi (Wuhan, 4 de julho de 1963) é um ex-jogador de badminton chinês. Foi medalhista olímpico e era especialista em duplas.

## Carreira
Tian Bingyi representou seu país nos Jogos Olímpicos de Verão de 1992, conquistando a medalha de bronze, nas duplas em 1992, com a parceria de Li Yongbo.